# Trinquete de Pelayo

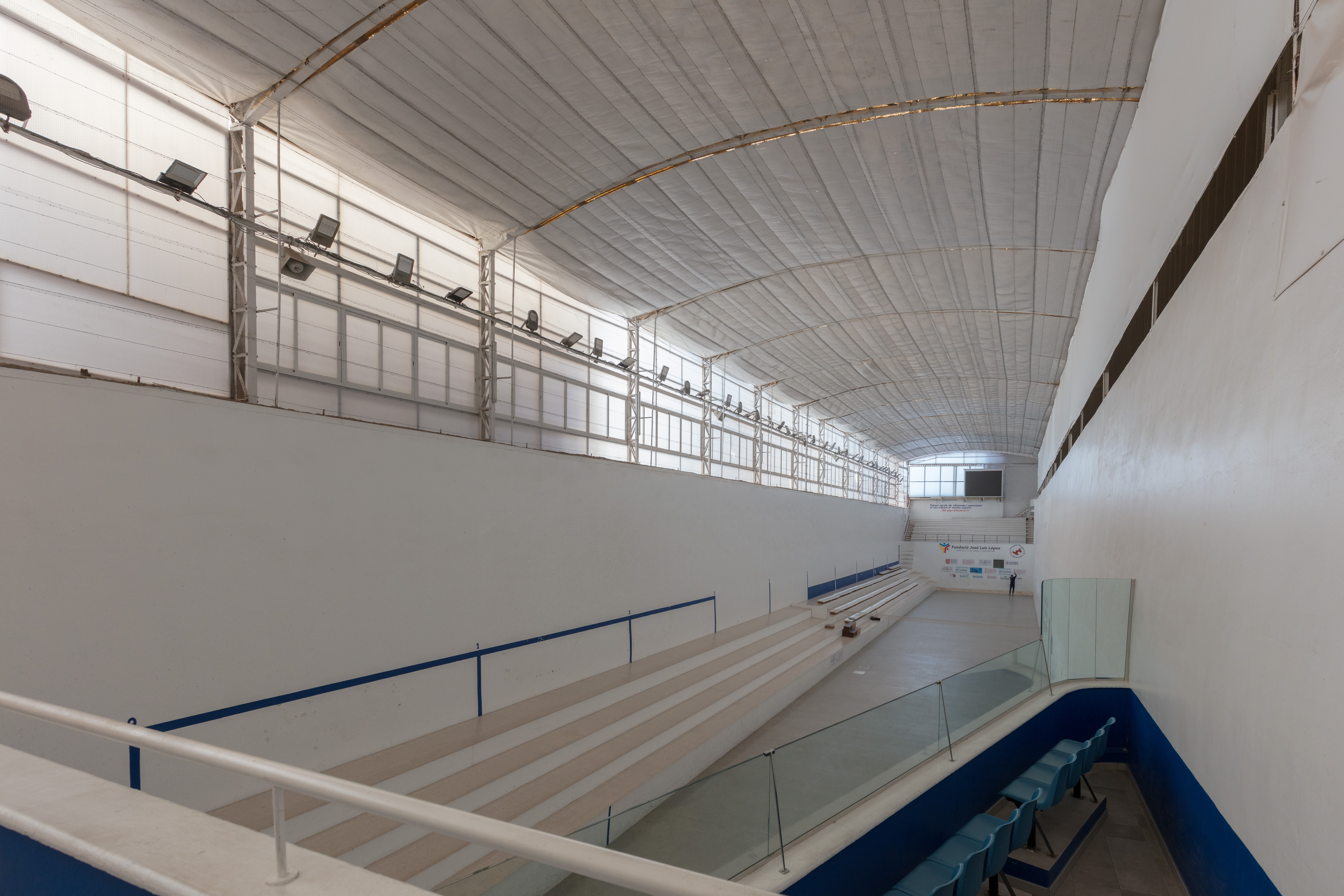
Trinquete de Pelayo vacío.

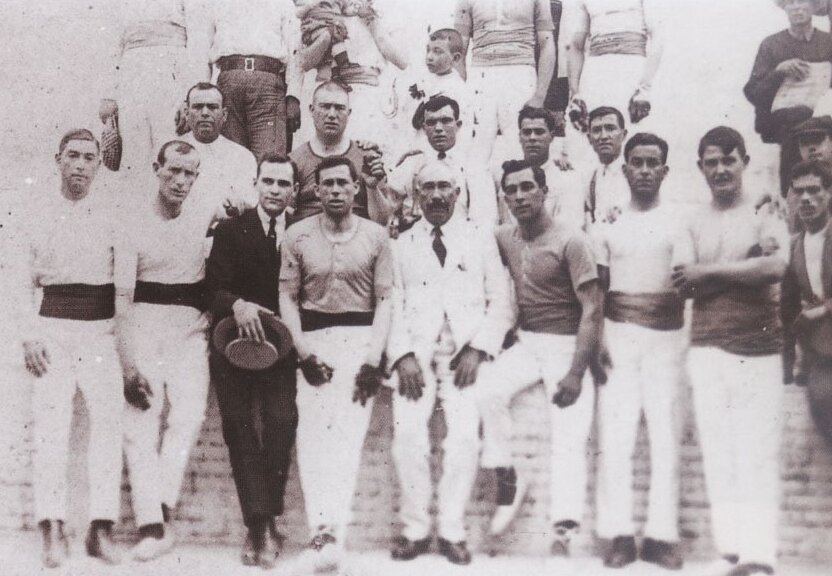
Plantilla de jugadores de Pelayo, 1925.

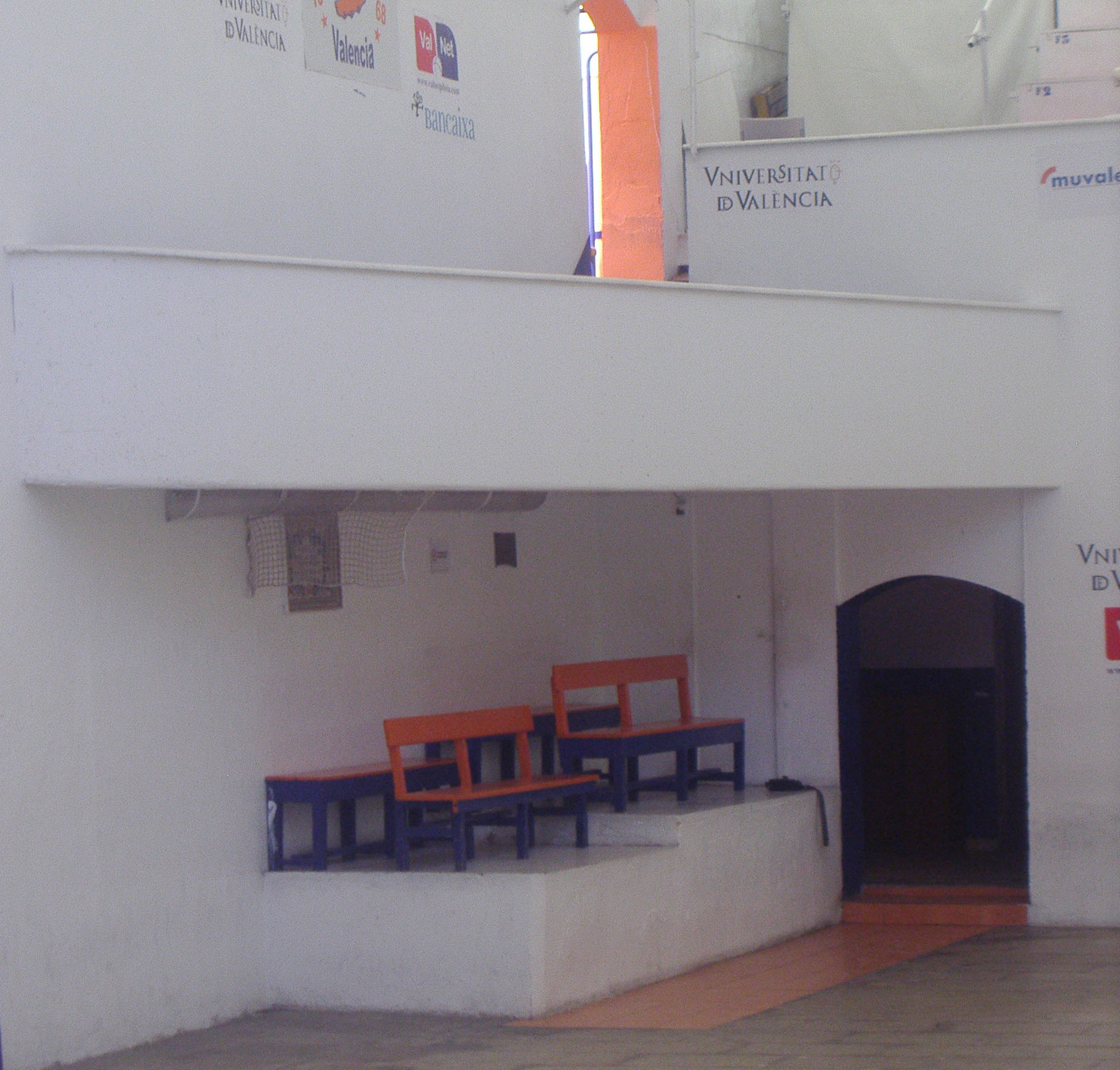
Las dos llotgetes.

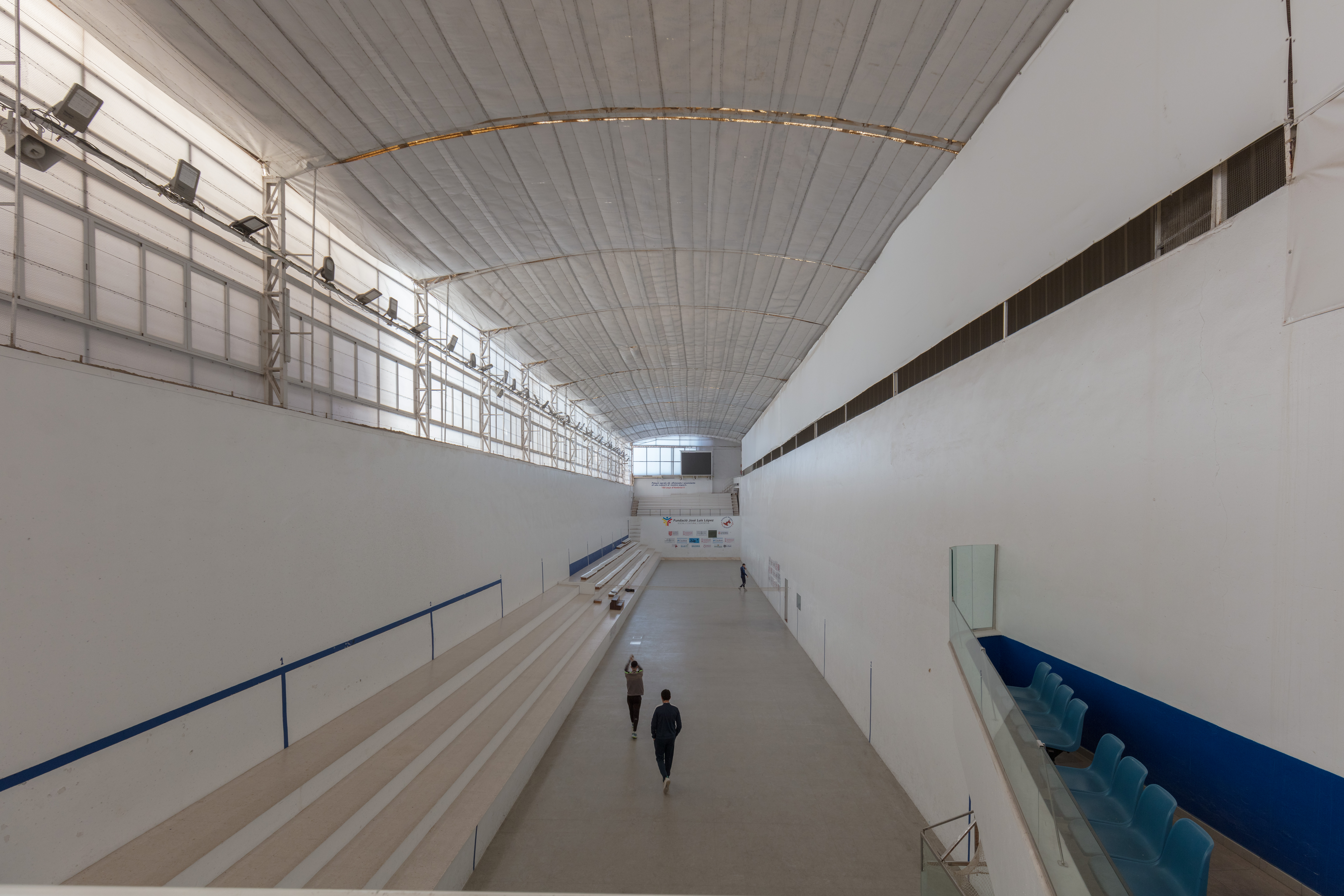
Vista superior.

El Trinquete de Pelayo, ubicado en la calle de Pelayo número 6 de Valencia, es conocido como La catedral de la pelota valenciana o de la Escala i corda y es uno de los trinquetes valencianos con más renombre, donde se suelen disputar las finales de competiciones importantes como el Circuit Bancaixa.

## Historia
El 20 de agosto de 1868 se inauguró en la calle de Pelayo, al lado de la Estación del Norte, un nuevo trinquete, que recibiría el nombre de la calle, aún no trazada: el Trinquete de Pelayo.
Del fundador, el señor Benet, no se sabe mucho más, solo que construyó el trinquete al lado de un “tiro a la gallina”, una diversión de moda. La lista de intendentes no es completa: a comienzos del siglo XX fue un tal Rata, en los años 20 fue Quico el Tramusser de Alboraya, más tarde fueron Alfredo González Mataix y el expelotari Terenci Miñana (Xiquet de Simat). 
Durante la Guerra Civil el Trinquete de Pelayo fue confiscado por un sindicato que encargó la gestión a un grupo de pelotaris encabezados por el Faixero de Gandía (José Peiró Sanchis), quien se mantuvo de intendente con el nuevo régimen franquista. En 1947 pasó a manos de la empresa Segarra de Vall de Uxó, que restauró el local, pero las mayores modificaciones, como la cubierta del trinquete, fueron obra de la empresa Tuzón, propietaria desde 1976.

## La cancha
Para entrar en el trinquete se debe pasar por el bar-restaurante Trinquete, en la misma calle Pelayo, y atravesar un pequeño patio con toldo y un pozo (seco, hoy en día).
El Trinquete de Pelayo mide 58,5 m de longitud por 11 m de anchura y 9 m de altura. Por el hecho de ser tan ancho los jugadores necesitan habituarse y colocarse correctamente. Está completamente cerrado, cubierto, con iluminación y marcador electrónico en la pared detrás de la galería del resto.
Cuenta con 4 galerías, las de las paredes del dau y el resto más otras dos sobre las murallas, las paredes laterales. La llotgeta es muy ancha y un poquito elevada, pero sin muro de protección para los espectadores, además la llotgeta de las autoridades superior la cubre totalmente, de manera que para enviar la pelota no hay suficiente con una bolea larga, sino que hay que hacerla baja y bien dirigida. En el frontón del dau, y al lado de la llotgeta, hay una puerta que lleva al bar del trinquete, en este sitio también acostumbra a haber gente viendo la partida, así que es otro rincón para defender y/o evitar que se meta la pelota, en caso de que se cierre la puerta el rebote puede hacer extraños o salir amortiguada.
En sus comienzos la tierra era de losas, y hasta los 1920 era de ladrillos. Hasta 1976 fue un trinquete descubierto, es decir, sin techo. Tampoco estaba completamente acotado, ya que, a pesar de que las galerías estaban cubiertas por unas mallas metálicas, las pelotas podían salir por arriba (o por los agujeros): Si se iba por la parte del dau se hacía broma diciendo "Esa ha ido al Instituto" (refiriéndose al Instituto Luis Vives), y si salía por el resto decían "Esa ha ido a la calle de la Ermita".
Atendido el precio de las pelotas de vaqueta, cada vez que una pelota era enviada fuera ya había alguien (normalmente un niño) que se encargaba de seguir la trayectoria e irla a buscar en los patios de las casas próximas, los amos de las cuales como precio por este servicio exigían la entrada gratuita al trinquete.
Por otro lado, siguiendo la muralla de la derecha desde la llotgeta hasta la cuerda había un ligero canto que sacaba las pelotas de la pared y obligaba a jugar de izquierda.

## Galería de honor
Presidiendo el trinquete, en la parte superior de la galería del dau, hay colgadas 5 enormes fotografías de pelotaris que han marcado época a Pelayo. Teniendo en cuenta que ya lleva abierto más de 100 años, y que han pasado cientos de pelotaris de todo tipo y estilo, el hecho de que solo haya 5 indica la rigurosidad y el consenso a la hora de calificarlos como mitos de la pelota valenciana.
Por orden de izquierda a derecha son:
- El Nel de Murla
- Quart
- Juliet de Alginet
- Rovellet
- Genovés I